# Sal de Prata
Sal de prata é um filme brasileiro do gênero drama, produzido em 2005 pela Casa de Cinema de Porto Alegre, com roteiro e direção de Carlos Gerbase.

## Sinopse
Cátia, uma bem-sucedida economista, repensa sua vida quando seu namorado Veronese, um cineasta fracassado e que tem uma loja de revelações fotográficas, sofre um ataque cardíaco.

## Elenco principal
- Maria Fernanda Cândido.... Cátia
- Camila Pitanga.... Cassandra
- Marcos Breda.... Veronese
- Bruno Garcia.... Valdo
- Nelson Diniz.... João Batista
- Júlio Andrade.... Holmes
- Roberto Birindelli.... Cristóvão
- Maitê Proença

## Principais prêmios e indicações
Festival de Gramado 2005 (Brasil)
- Venceu na categoria de Melhor Montagem de Longa Metragem Brasileiro em 35mm.
- Indicado na categoria de Melhor Filme de Longa Metragem Brasileiro em 35 mm.